# Peroidas (Sohn des Menestheos)
Peroidas (altgriechisch Περοίδας), Sohn des Menestheos, war ein makedonischer Reitergeneral und Gefährte (hetairos) Alexanders des Großen im 4. vorchristlichen Jahrhundert.
Peroidas führte während des Asienfeldzuges in der Schlacht bei Issos 333 v. Chr. als ilarchos die Schwadron der Hetairenreiterei an, die aus Anthemous rekrutiert wurde. Zusammen mit Pantordanos ist er der einzige Schwadronenführer, der bei Issos namentlich genannt wird. Ihre beiden Schwadronen wurden kurz vor Beginn der Schlacht vom linken auf den rechten Flügel umgruppiert.
Sowohl Periodas als auch Pantordanos werden nach Issos nicht mehr erwähnt. Weil bei Gaugamela 331 v. Chr. alle acht Schwadronen der Hetairenreiterei mit anderen Offizieren besetzt waren, wird angenommen, dass beide bei Issos gefallen sind.